# John Hothby
John Hothby (Inglaterra, 1410 – Inglaterra, 1487), también conocido por sus nombres latinos Johannes Ottobi o Johannes de Londonis, fue un compositor y teórico musical renacentista inglés que viajó ampliamente a Europa y adquirió reputación internacional.
Desde 1467 hasta poco antes de su muerte, vivió en el convento de Carmelitas de San Martín de Lucca. Dejó tratados importantes, entre los que se encuentran: Calliopea leghale, reproducido en la Historia de la armonía, de Coussemaker; Regulae...super proportiones, De cantu figurato y Super contrapunctum, los tres reimpresos en el volumen III de Scriptores de musica mediiaevi, del mismo autor.
Otros tratados menos importantes se encuentran manuscritos en Florencia. También se le deben varias composiciones a 3 voces.